# Phyllanthus arbuscula
Phyllanthus arbuscula är en emblikaväxtart som först beskrevs av Olof Swartz, och fick sitt nu gällande namn av Johann Friedrich Gmelin. Phyllanthus arbuscula ingår i släktet Phyllanthus och familjen emblikaväxter. IUCN kategoriserar arten globalt som nära hotad.
Artens utbredningsområde är Jamaica. Inga underarter finns listade i Catalogue of Life.

## Bildgalleri

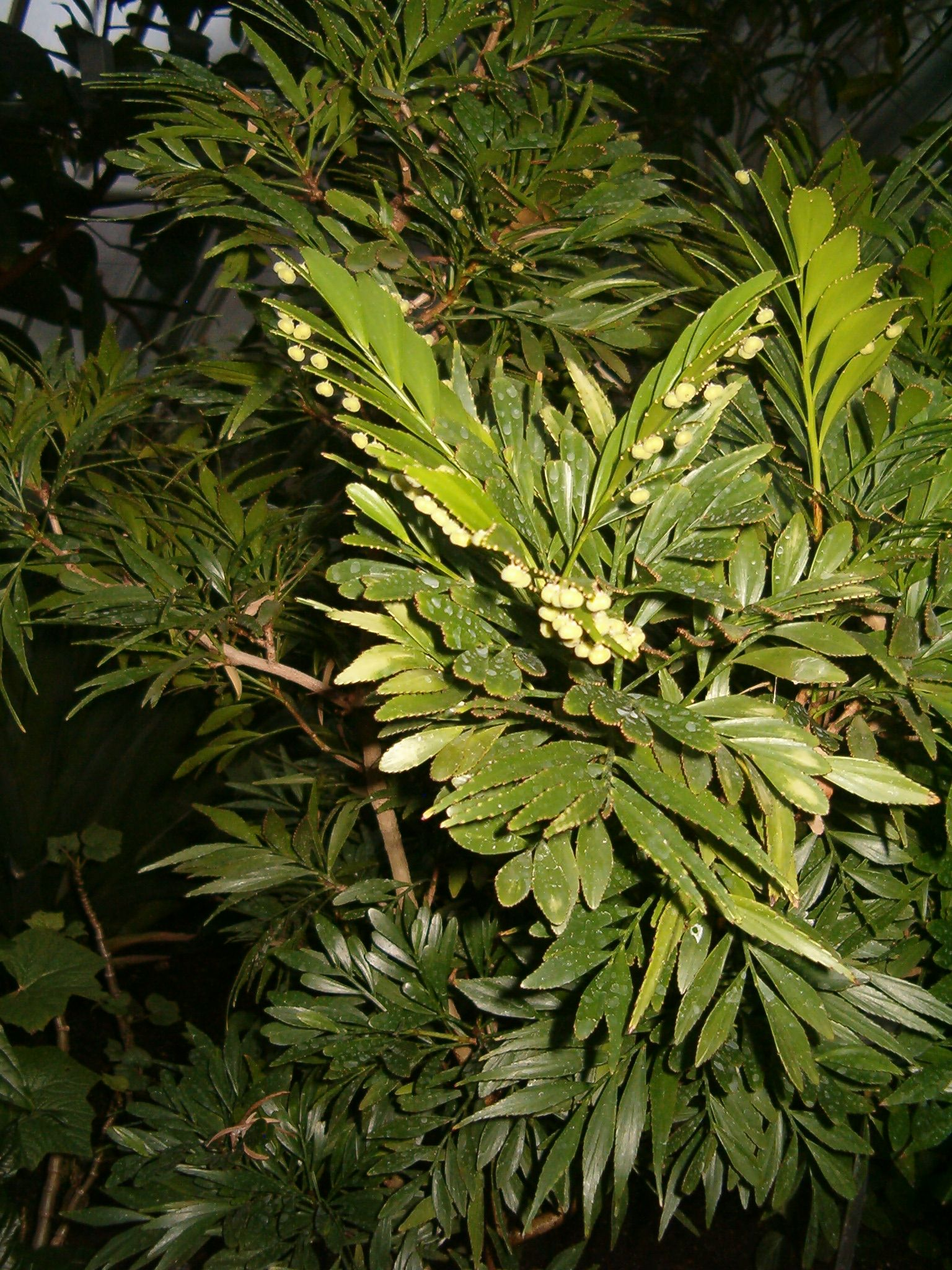